# Jay Ryan

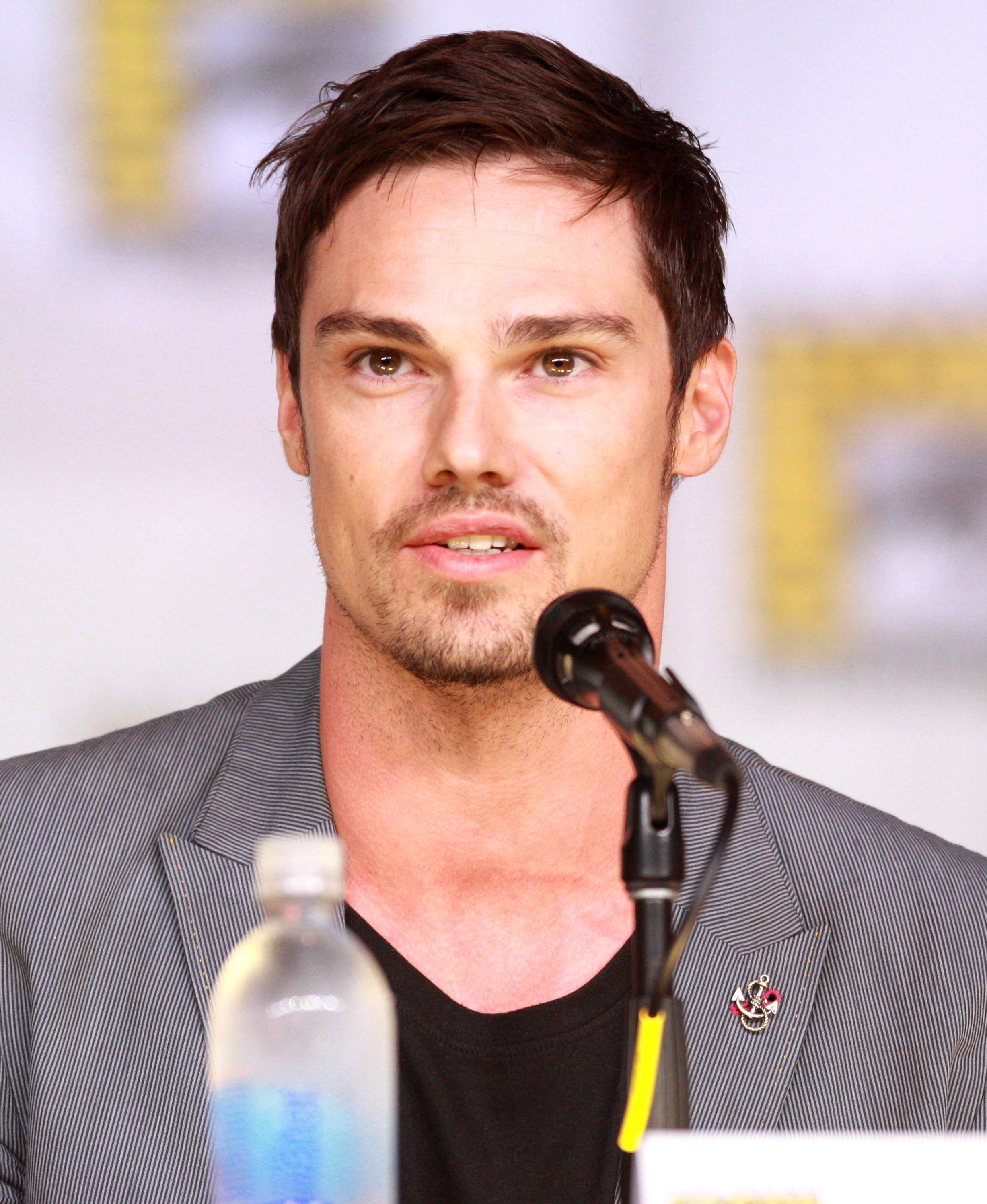
Jay Ryan bei der Comic-Con (2012)

Jay Ryan (* 29. August 1981 in Auckland, Neuseeland als Jay Bunyan) ist ein neuseeländischer Schauspieler.

## Leben und Karriere
Er begann seine Schauspielkarriere unter seinem Geburtsnamen Jay Bunyan als Glen in Scallywag Pirates sowie Gastrollen in Der junge Hercules und Xena – Die Kriegerprinzessin. Danach war er in einigen Folgen von The Tribe und Being Eve zu sehen. Seinen Durchbruch schaffte er in Australien mit der Rolle des Jack Scully in der Seifenoper Nachbarn, die er von 2002 bis 2005 innehatte. 2003 war er in dem Disney Channel Original Movie Verwünscht! als Charles zu sehen.
Als er in Los Angeles für die Rolle vorsprach, wurde ihm vorgeschlagen, seinen Nachnamen zu ändern, da sich Bunyan zu sehr nach dem englischen Wort für Ballen anhört.
Von 2007 bis 2009 spielte er den Seaman Billy „Spider“ Webb in der australischen Drama-Fernsehserie Sea Patrol. Nachdem er die Serie verlassen hatte, bekam er die Hauptrolle des Kevin in der neuseeländischen Serie Go Girls, in der er seit 2009 zu sehen ist. 2010 hatte er eine Gastrolle in Legend of the Seeker – Das Schwert der Wahrheit sowie 2011 in Terra Nova. 2010 war Ryan außerdem in einer Nebenrolle in der Fernsehserie Offspring zu sehen.
Im März 2012 erhielt er die männliche Hauptrolle des Vincent Keller in der The-CW-Mysteryserie Beauty and the Beast, deren Premiere am 11. Oktober 2012 stattfand.

### Privates
Seit März 2013 sind Jay Ryan und seine Lebensgefährtin Dianna Fuemana Eltern einer Tochter.

## Filmografie (Auswahl)
- 1998: Der junge Hercules (Young Hercules, Fernsehserie, Episode 1x08)
- 1999: Xena – Die Kriegerprinzessin (Xena: Warrior Princess, Fernsehserie, Episode 5x01)
- 2002: The Tribe (Fernsehserie, 2 Episoden)
- 2002: Being Eve (Fernsehserie, 13 Episoden)
- 2002: Firefighters – Inferno in Oregon (Superfire)
- 2002–2005: Nachbarn (Neighbours, Seifenoper, 173 Episoden)
- 2003: Verwünscht! (You Wish!, Fernsehfilm)
- 2005: Interrogation (Fernsehserie, 3 Episoden)
- 2007–2009: Sea Patrol (Fernsehserie, 39 Episoden)
- 2009–2012: Go Girls (Fernsehserie, 46 Episoden)
- 2010: Legend of the Seeker – Das Schwert der Wahrheit (Legend of the Seeker, Fernsehserie, Episode 2x20)
- 2010: Lou
- 2011: Offspring (Fernsehserie, 6 Episoden)
- 2011: Terra Nova (Fernsehserie, 3 Episoden)
- 2012–2016: Beauty and the Beast (Fernsehserie, 70 Episoden)
- 2013: Top of the Lake (Fernsehserie, 6 Episoden)
- 2017–2019: Mary Kills People (Fernsehserie, 18 Episoden)
- 2018: Fighting Season (Miniserie)
- 2019: Es Kapitel 2 (It Chapter Two)
- 2024: Territory (Fernsehserie, 6 Folgen)
- 2025: North of North (Fernsehserie, 8 Folgen)